# Baloda
Baloda è una suddivisione dell'India, classificata come nagar panchayat, di 11 331 abitanti, situata nel distretto di Janjgir-Champa, nello stato federato del Chhattisgarh. In base al numero di abitanti la città rientra nella classe IV (da 10 000 a 19 999 persone).

## Geografia fisica
La città è situata a 22° 8' 60 N e 82° 28' 60 E e ha un'altitudine di 279 m s.l.m..

## Società

### Evoluzione demografica
Al censimento del 2001 la popolazione di Baloda assommava a 11 331 persone, delle quali 5 766 maschi e 5 565 femmine. I bambini di età inferiore o uguale ai sei anni assommavano a 1 582, dei quali 793 maschi e 789 femmine. Infine, coloro che erano in grado di saper almeno leggere e scrivere erano 7 452, dei quali 4 387 maschi e 3 065 femmine.